# Euonymus ficoides
Euonymus ficoides är en benvedsväxtart som beskrevs av Ching Yung Cheng och J.S. Ma. Euonymus ficoides ingår i släktet Euonymus och familjen Celastraceae. Inga underarter finns listade.